# Chaj-nan (Čching-chaj)
Chaj-nan, nebo také Ccho-lho plným názvem Tibetský autonomní kraj Chaj-nan (čínsky pchin-jinem Hǎinán Zàngzú Zìzhìzhōu, znaky 海南藏族自治州, tibetsky: མཚོ་ལྷོ་བོད་རིགས་རང་སྐྱོང་ཁུལ།, Wylie: mTsho-lho Bod-rigs rang-skyong-khul) je autonomní kraj v provincii Čching-chaj v Čínské lidové republice. Kraj se skládá z pěti okresů a zahrnuje i jižní část jezera Kukunor. Název Chaj-nan/Ccho-lho znamená jižně od jezera. Hlavní město Čhabčha leží v okresu Kung-che.

## Geografie
Kraj se nachází jižně od jezera Kukunor, na severovýchodním konci Tibetské náhorní plošiny v nadmořské výšce 3 000 m n. m. Severně sousedí Ccho-lho s krajem Chaj-pej, západně s krajem Chaj-si, jižně s krajem Golog, východně s krajem Chuang-nan a severovýchodně s městem Si-ning a Chaj-tung.
Nejvyšší hory dosahují výšky přes 5 000 metrů, nejnižší údolí se nachází ve výšce přes 2 000 metrů. Krajem protéká Žlutá řeka, na které byla postavena vodní přehrada Lung-jang-sia (Long Yang Xia, 龙羊峡).

## Historie

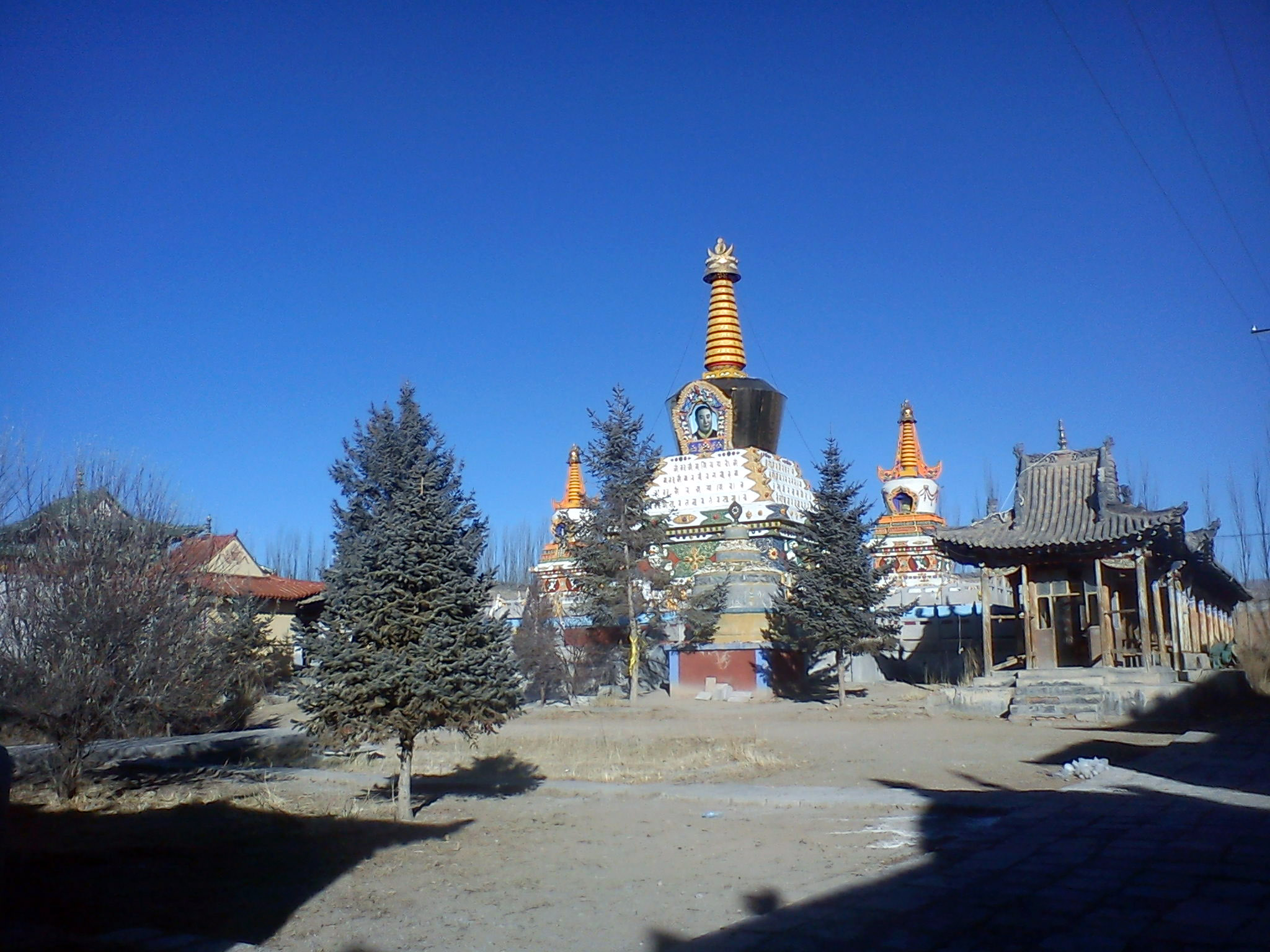
Náboženský komplex postavený pro 10. pančhenlamu Čhökji Gjalcchäna při příležitosti jeho návštěvy regionu.

Tento region patří k tradiční části Tibetu Amdo.

## Demografie
V roce 2011 žilo v kraji 446 000 obyvatel, z toho 296 600 Tibeťanů (66,5 %), ve městech žije 136 900 obyvatel (30,7 %).
V roce 1953 žilo v regionu pouze 7 národností, z toho Tibeťané představovali 68,5 %, Číňané 25 %, Chuejové 5 %, dále Mongolové, Salarové, Monguoři a Kazaši. V roce 2009 se počet národností zvedl na 21, Tibeťané 63 %, Číňané 27,6 %, Chuejové 7,2 %, Monguoři 1,1 %, Salarové 0,3 %, Mongolové 0,7 %, Mandžuové a další.

## Doprava
Podél jižního břehu jezera vede dálnice G109 z Pekingu do Lhasy (také G6). Skrz hlavní město Čhabčha vede jedna z důležitých dálnic Čching-chaje G214 vedoucí ze Si-ningu přes Jü-šu do provincie Jün-nan.

## Administrativní členění
Autonomní kraj Chaj-nan se člení na pět celků okresní úrovně, všechny jsou okresy.
| okres · Čhabčha okres · Ba okres · Trhika okres · Drag kar okres · Mangra |              |            |                  |                       |                    |                                  |
| Název                                                                     | Název        | Název      | Název            | Počet obyvatel (2020) | Rozloha km² (2020) | Hustota zalidnění (obyv. na km²) |
| český přepis: čínštiny tibetštiny                                         | čínské znaky | tibetsky   | tibetsky (Wylie) | Počet obyvatel (2020) | Rozloha km² (2020) | Hustota zalidnění (obyv. na km²) |
| Okres                                                                     |              |            |                  |                       |                    |                                  |
| Kung-che Čhabčha                                                          | 共和县       | ཆབ་ཆ་      | chab cha         | 133 409               | 16 594             | 8                                |
| Tchung-te Ba                                                              | 同德县       | འབའ་རྫོང་    | 'ba' rdzong      | 60 268                | 4 679              | 13                               |
| Kuej-te Trhika                                                            | 刚察县       | ཁྲི་ཀ་རྫོང་    | thri ka rdzong   | 105 645               | 3 509              | 30                               |
| Sing-chaj Drag kar                                                        | 兴海县       | བྲག་དཀར་རྫོང་ | brag dkar rdzong | 75 833                | 12 185             | 6                                |
| Kuej-nan Mangra                                                           | 贵南县       | མང་ར་རྫོང་   | mang ra rdzong   | 71 841                | 6 637              | 11                               |
|                                                                           |              |            |                  |                       |                    |                                  |
| Celkem                                                                    | Celkem       | Celkem     | Celkem           | 445 996               | 43 604             | 10                               |